# NIFL Premiership
Northern Ireland Football League Premiership, eller blot NIFL Premiership, officielt Danske Bank Premiership,
(tidligere kaldet IFA Premiership, Irish Premier League og Irish League) er den højest rangerende fodboldrække i Nordirland, og tidligere for hele Irland. Klubberne i rækken er semi-professionelle. Ligaen er rangeret som den 47. bedste ud af 53 ligaer.
Der spiller 12 hold i ligaen, der hver spiller 38 kampe på en sæson. Der spilles 3 kampe mod hvert af de øvrige hold, hvorefter ligaen opdeles i to grupper for et slutspil. Siden etableringen i 2008-09 har ligaen været vundet af 12 forskellige hold i de 12 sæsoner.

## Oversigt over mestre
| Sæson            | Mestre (antal titler i alt) | Nummer 2         | Nummer 3     | Topscorer                                             | Mål |
| ---------------- | --------------------------- | ---------------- | ------------ | ----------------------------------------------------- | --- |
| IFA Premiership  |                             |                  |              |                                                       |     |
| 2008–09          | Glentoran (23)              | Linfield         | Crusaders    | Curtis Allen (Lisburn Distillery)                     | 19  |
| 2009–10          | Linfield (49)               | Cliftonville     | Glentoran    | Rory Patterson (Coleraine)                            | 30  |
| 2010–11          | Linfield (50)               | Crusaders        | Glentoran    | Peter Thompson (Linfield)                             | 23  |
| 2011–12          | Linfield (51)               | Portadown        | Cliftonville | Gary McCutcheon (Ballymena United)                    | 27  |
| 2012–13          | Cliftonville (4)            | Crusaders        | Linfield     | Liam Boyce (Cliftonville)                             | 29  |
| NIFL Premiership |                             |                  |              |                                                       |     |
| 2013–14          | Cliftonville (5)            | Linfield         | Crusaders    | Joe Gormley (Cliftonville)                            | 27  |
| 2014–15          | Crusaders (5)               | Linfield         | Glenavon     | Joe Gormley (Cliftonville)                            | 31  |
| 2015–16          | Crusaders (6)               | Linfield         | Glenavon     | Paul Heatley (Crusaders) Andrew Waterworth (Linfield) | 22  |
| 2016–17          | Crusaders (7)               | Linfield         | Coleraine    | Andrew Mitchell (Dungannon)                           | 25  |
| 2017-18          | Crusaders (8)               | Coleraine        | Glenavon     | Gavin Whyte (Crusaders)                               | 21  |
| 2018-19          | Linfield (52)               | Ballymena United | Glenavon     | Joseph Anthony Gormley (Cliftonville)                 | 20  |
| 2019-20          | Linfield (53)               | Coleraine        | Crusaders    | Joseph Anthony Gormley (Cliftonville)                 | 18  |
| 2020-21          | Linfield (54)               | Coleraine        | Glentoran    | Shayne Francis Lavery (Linfield)                      | 22  |
| 2021-22          | Linfield (55)               | Cliftonville     | Glentoran    | Jay Donnelly (Glentoran)                              | 25  |
| 2022-23          | Larne (1)                   | Linfield         | Glentoran    | Matthew Shevlin (Coleraine)                           | 21  |
| 2023-24          | Larne (2)                   | Linfield         | Cliftonville | Andrew Ryan (Larne)                                   | 18  |